# Ephippiorhynchus
Ephippiorhynchus là một chi chim trong họ Ciconiidae.
Chi này chỉ bao gồm hai loài còn sống, hai loài chim này rất lớn cao hơn 140 cm với sải cánh 230–270 cm. Cả hai loài có bộ lông chủ yếu là màu đen và trắng lớn, đầy màu sắc, đầu mỏ chủ yếu là màu đỏ và đen. Chim mái và chim trống hai loài có bộ lông tương tự nhau, nhưng khác nhau ở màu mắt. Các thành viên của chi này có đôi khi được gọi là "jabirus", nhưng điều này đúng đề cập đến một loài liên quan từ Mỹ Latin.

## Các loài
- Hạc cổ đen, Ephippiorhynchus asiaticus
- Hạc mỏ yên ngựa, Ephippiorhynchus senegalensis

## Hình ảnh

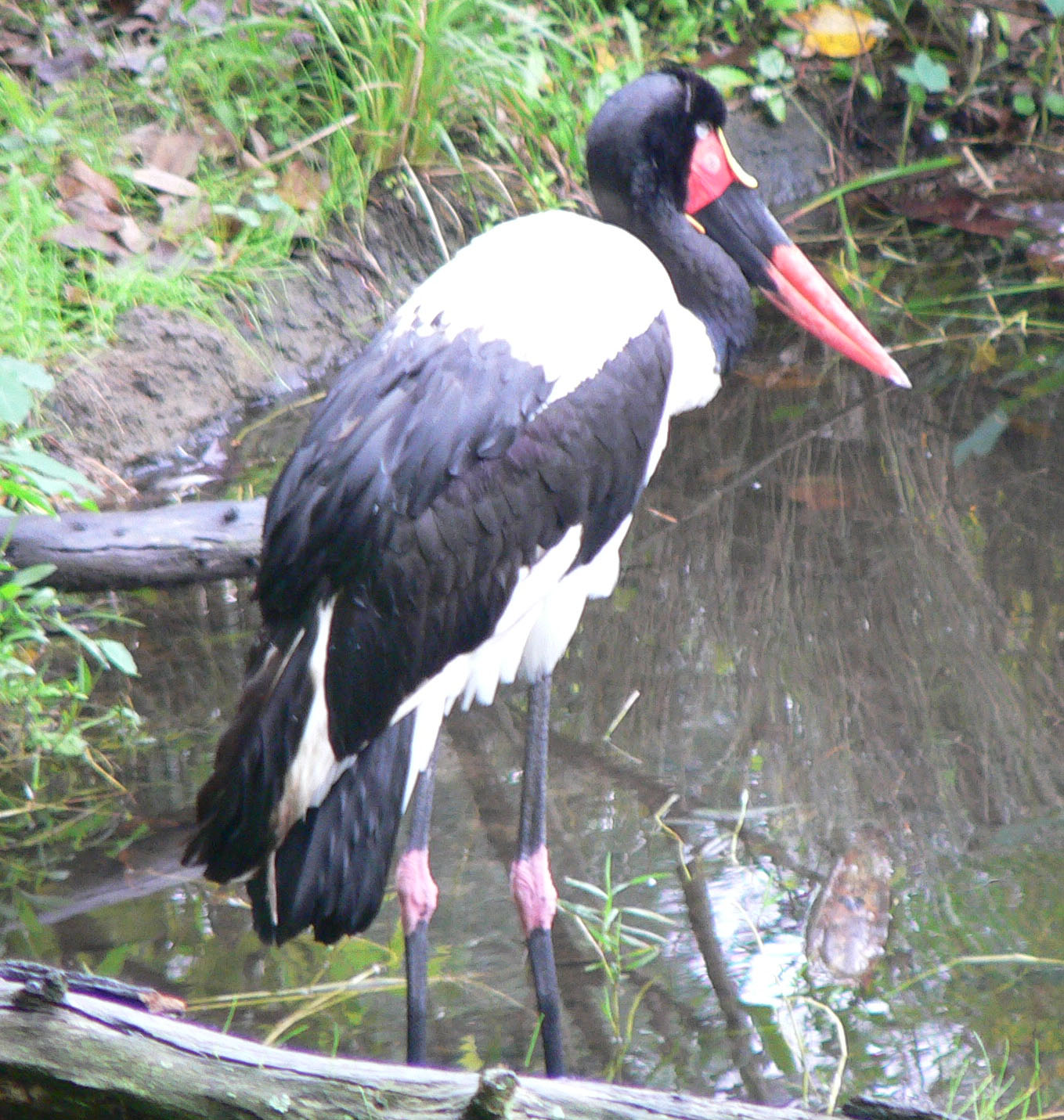
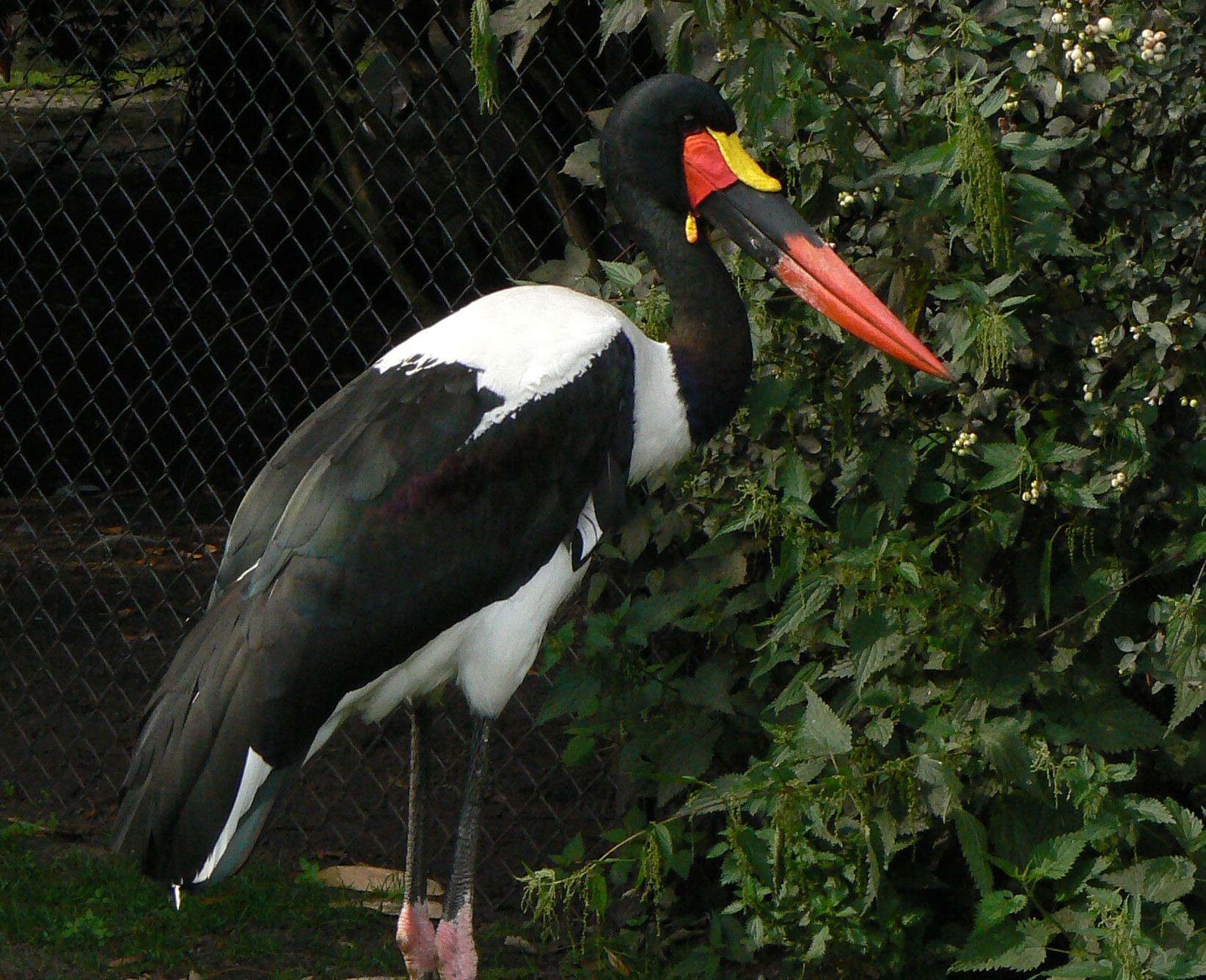
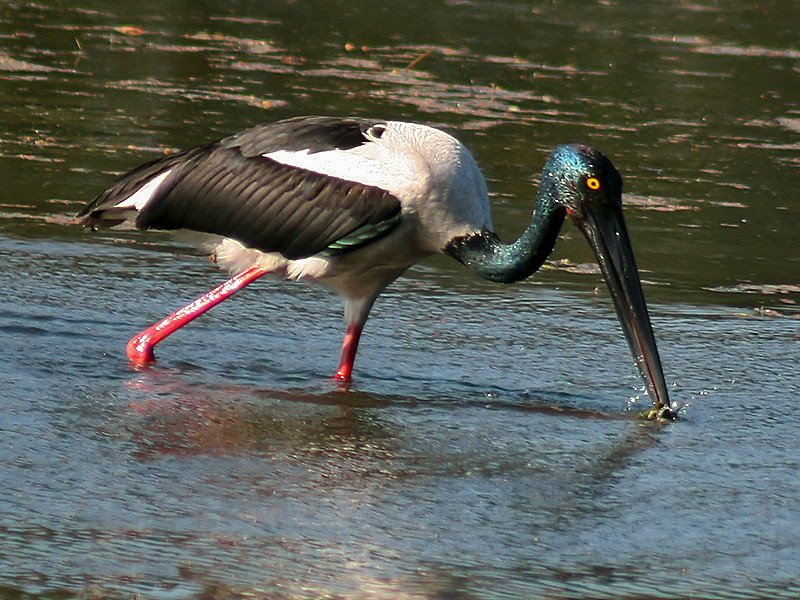
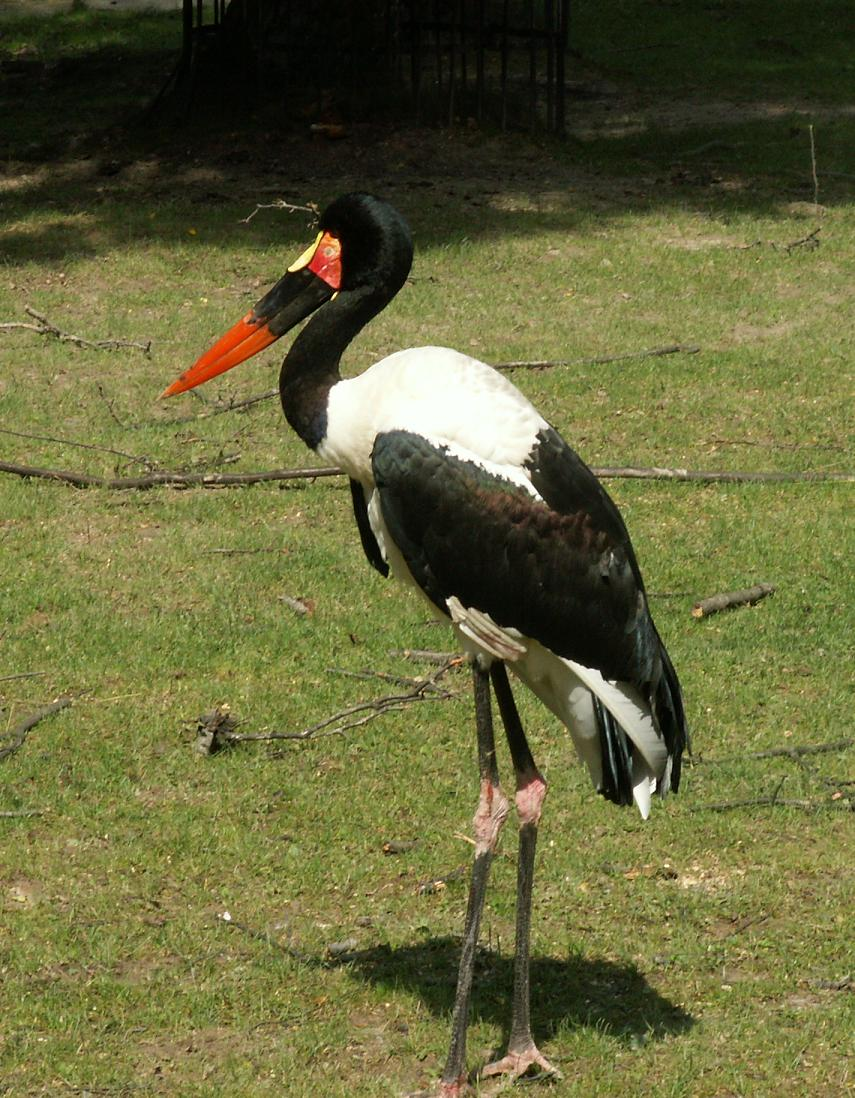